# 名取幸政
名取 幸政（なとり ゆきまさ、1941年9月9日 - 2024年12月21日）は、日本の男性俳優、声優。大阪府大阪市出身。身長169cm、体重55kg。血液型はB型。

## 来歴
大阪市立扇町商業高等学校、多摩美術学園演劇科を卒業後、1963年5月に劇団青年座に入団。
2024年12月21日午後11時42分、胆嚢癌のため東京都足立区の自宅で死去。83歳没。

## 人物
趣味は旅行、野球。特技は大阪弁。

## 出演

### テレビドラマ
- 天の瞳
- 忍者部隊月光 - 田代通信士
- 特別機動捜査隊（NET、東映）
  - 第133話「轢き逃げ」（1964年5月13日）
  - 第162話「孤独な純愛」（1964年12月2日）
  - 第349話「熱帯魚と女と犬」（1968年7月3日） - 吉岡
  - 第364話「女でない女」（1968年10月16日） - メリー
- 大河ドラマ（NHK）
  - 太閤記（1965年）
  - 国盗り物語（1973年） - 今川家の武将
  - 峠の群像（1982年） - 読売り
  - 葵 徳川三代（2000年） - 山田重辰
- ありがとう（1970年、TBS）
- 雑居時代 第4話「マダム事始め」（1973年、日本テレビ / ユニオン映画） - 喫茶店の客
- 白い巨塔（1978年、フジテレビ） - 大阪高等裁判所の陪席判事
- 松本清張シリーズ・天才画の女（1980年、NHK） - 記者
- Gメン'75　第342話「ストッキング絞殺事件」（1981年、TBS）
- 若き血に燃ゆる〜福沢諭吉と明治の群像（1984年、テレビ東京）
- スケバン刑事（1985年、フジテレビ）
- 勝手に!カミタマン（1985年、フジテレビ）
- 少女コマンドーIZUMI（1987年、フジテレビ）
- 機動刑事ジバン
- 牟田刑事官事件ファイル17（1992年10月10日、テレビ朝日）
- 季節はずれの海岸物語 '93冬（1993年1月7日、フジテレビ）
- 電光超人グリッドマン（1993年4月24日、TBS） - 関根社長
- 事件（1994年6月11日、テレビ朝日） - 中畑六郎
- わが町（日本テレビ）
  - 8（1997年4月1日）
  - 10（1998年3月17日）
- 盲人探偵・松永礼太郎（1997年11月4日、日本テレビ）
- スチュワーデス刑事2（1998年1月9日、フジテレビ）
- はぐれ刑事純情派（1999年、テレビ朝日）
- お登勢（2001年、NHK）
- レッツ・ゴー!永田町（2001年、日本テレビ）
- 巡査（2001年10月21日、BS-i）
- お美也（2002年、NHK）
- あなたの人生お運びします!（2003年、TBS）
- ディビジョン1「2H」（2004年8月、フジテレビ） - 吾妻
- 月曜ミステリー劇場 西村京太郎サスペンス・十津川警部シリーズ34「寝台特急あさかぜ殺人事件」（2005年3月28日、TBS）
- 鉄道警察官・清村公三郎（2006年3月29日、テレビ東京）
- 湯けむりドクター華岡万里子の温泉事件簿（2007年11月7日、テレビ東京）
- 月曜ゴールデン「おんな風来マジシャン マリコの殺人事件簿」（2010年2月8日、TBS）
- 仮面ライダーW（2010年7月18日・25日、テレビ朝日） - 左翔太郎（老人）
- 水曜ミステリー9「特命おばさん検事! 花村絢乃の事件ファイル」（2012年12月26日、テレビ東京） - 加藤睦夫
- 破裂 最終話（2015年11月21日、NHK） - 木村
- 闇の伴走者〜編集長の条件 第3話・第4話（2018年4月14日・21日、WOWOW） - 羽生浩太 役
- 天使にリクエストを〜人生最後の願い〜 最終話（2020年10月17日、NHK） - 田村
- エール（2020年） - 松宮和俊

### テレビ番組
- あいうえお（お兄さん）

### 映画
- 夢（1990年5月25日）
- まあだだよ（1993年4月17日）
- 地雷を踏んだらサヨウナラ（1999年12月4日）
- ゴジラ2000 ミレニアム（1999年12月11日） - パーティの客B
- 溺れる魚（2001年2月3日）
- 武士の一分（2006年12月1日）

### 舞台
- おじぎでシェイプアップ!
- カラスの声もしわがれる…
- COLORS II
- 桜の園
- 成層圏に棲む鵺
- 幕末ノ丘
- 深川安楽亭 - 勝兵衛
- ブンナよ、木からおりてこい - 老蛙
- 兵卒タナカ[6]
- マイラストセレモニー
- 明治の柩
- ワンダフル・ワールド

### テレビアニメ
1985年
- 機動戦士Ζガンダム（ウォン・リー）
- ダーティペア（署長）
- ほえろブンブン

1986年
- 機動戦士ガンダムΖΖ（ウォン・リー）

1989年
- グリム名作劇場（執事）

1993年
- 楽しいウイロータウン（長老）

1995年
- スレイヤーズ（エルク）
- ロミオの青い空（神父）

1996年
- 名探偵コナン（1996年 - 1998年、主任、茶店店主）

1997年
- 中華一番!（長老）

1998年
- ヨシモトムチッ子物語（ダイコクムシイノウエ）

1999年
- 週刊ストーリーランド（1999年 - 2000年、医者、男）
- ワイルドアームズ トワイライトヴェノム（ダディ）

2000年
- アルジェントソーマ（学者C）
- ファーブル先生は名探偵（市長）

2002年
- ちびまる子ちゃん（柳原のおじいさん）

2014年
- いなり、こんこん、恋いろは。（教頭いなり）

2016年
- くまみこ（警察官 / 臼井）

2017年
- 夏目友人帳 陸（ナナマキ）

### 劇場アニメ
- フランダースの犬（1997年、ホランド）

### OVA
- 銀河英雄伝説（1991年、ホージンガー）

### Webアニメ
- ソードガイ The Animation（2018年、徳光）

### 吹き替え

#### 映画
- 悪魔のような女（サイモン）
- 暗殺者 ※ビデオ版
- アンドロメダ… ※DVD版
- クイーン・オブ・ザ・ヴァンパイア
- サドン・デス ※テレビ朝日版
- 市民X
- 沈黙のジェラシー
- ツイ・ハークのゴーストホーム/13日の金曜日の妻たちへ（閻魔の従弟〈ナタリス・チャン〉）
- デモリションマン ※ビデオ版
- トゥームレイダー（ウィルソン〈レスリー・フィリップス〉）※テレビ朝日版
- マン・オン・ザ・ムーン（メイナード〈ヴィンセント・スキャヴェリ〉）
- ミッドナイト・キャブ
- メン・イン・ブラック（害虫駆除人）※ソフト版
- ランボー（オーヴァル）※テレビ朝日版
- ロスト・サン

#### ドラマ
- ダークエイジ・ロマン 大聖堂

### CM
- サッポロ発泡酒
- レオパレス21